# Kairos

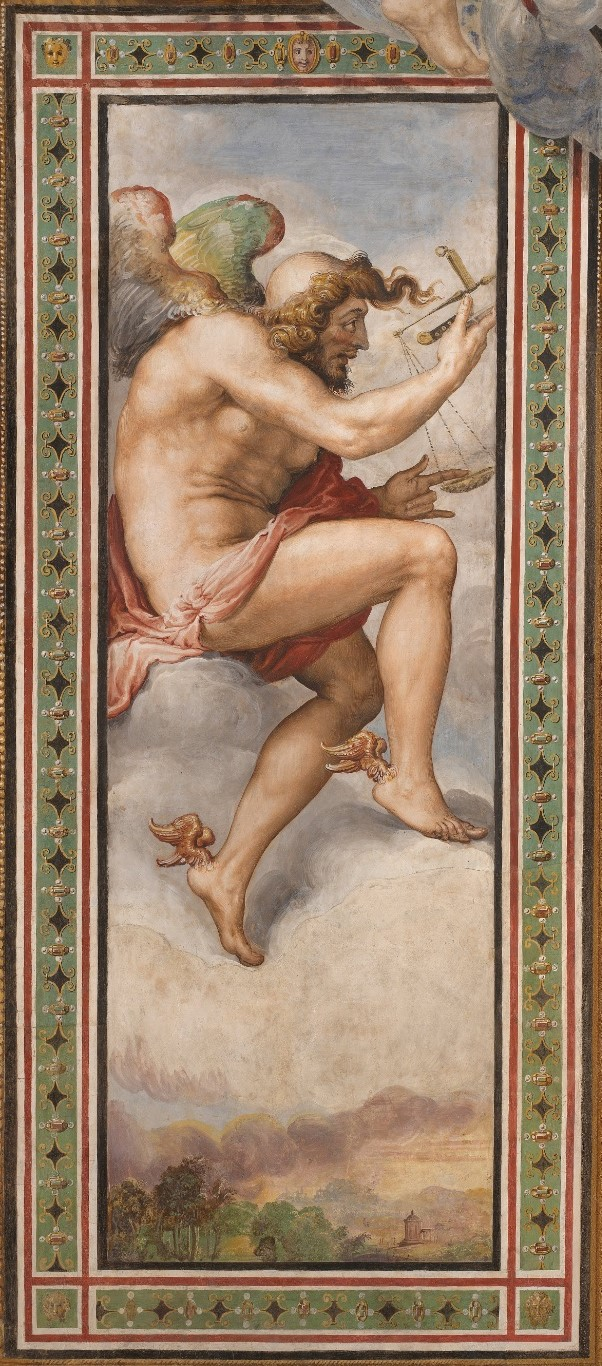
Il Tempo Opportuno, affresco di Francesco Salviati (1543-1545), Sala dell'Udienza, Palazzo Vecchio, Firenze

Kairos (in greco antico: καίρος?), traducibile con tempo cairologico, è una parola che nell'antica Grecia significava "momento giusto o opportuno" o "momento supremo". 
Gli antichi greci avevano quattro parole per indicare il tempo: χρόνος (chronos), καιρός (kairos), αἰών (aion) e ἐνιαυτός (Eniautos). Mentre la prima si riferisce al tempo cronologico e sequenziale, la seconda significa "un tempo nel mezzo", un momento di un periodo di tempo indeterminato nel quale "qualcosa" di speciale accade, la terza invece si riferisce al tempo eterno, e la quarta indicava un anno, cioè un tempo fisso e definito.
Mentre chronos è quantitativo, kairos ha una natura qualitativa. Come divinità Kairos era semi-sconosciuto, mentre Chronos (talora identificato con Crono, il titano figlio di Urano e Gea) era considerato la divinità del tempo per eccellenza, mentre Aion veniva associato a una divinità primordiale.

## Kairosnelle arti e nei lavori
Kairos è un tempo il cui discernimento è di primaria importanza in molti settori:
- la medicina
- la strategia
- la politica

Dal locale al temporale e alla giusta misura, il kairos ha avuto molti significati più o meno stabiliti e coerenti. Lo si traduce spesso come "occasione" ma il termine rende soltanto molto parzialmente un'idea ricca di molte sfaccettature. Non è possibile trovare un termine italiano equivalente che possa segnare tutte le sfumature che la nozione greca ha conosciuto.
Il kairos riunisce due aspetti: quello dell'azione e quello del tempo. Le sue accezioni non sono soltanto temporali (in particolare quelle che si riferiscono alla "misura giusta" e all'"idoneità") ma contengono e completano le basi di un significato specificamente temporale. Il kairos implica una visione del tempo che possa conciliarsi con un'esigenza di efficacia dell'azione umana. Il kairos è un momento, ma non inteso come una durata misurabile che si estende da un punto A ad un punto B. 
Il kairos si riferisce ad un certo tipo di azioni che devono essere compiute "tempestivamente" e non tollerano né il ritardo, né l'anticipo precipitoso, né l'esitazione. La nozione di kairos è indissociabile dal contesto della Grecia del VI e del V secolo a.C. È indissociabile quindi da un'epoca in cui l'azione è divenuta autonoma e non dipende più dalla volontà divina. Per i Greci la necessità che l'uomo ha di cogliere il kairos è provata dalle loro esperienze in molteplici settori.

### In filosofia
In campo filosofico Walter Benjamin e Giorgio Agamben, sono i maggiori pensatori che hanno recentemente riflettuto sul significato esistenziale e politico del kairos.
Oltre a Raimon Panikkar, anche Friedrich Nietzsche cita kairos all'interno di Al di là del bene e del male, esprimendo la necessità che ogni uomo sia pronto a rispondere alle sfide della vita divenendo capace di cogliere l'attimo.

### In teologia
Il termine "kairos" è usato nella teologia per descrivere la forma qualitativa del tempo.
Nel Nuovo Testamento kairos significa "il tempo designato nello scopo di Dio", il tempo in cui Dio agisce (per esempio Marco 1.15, il kairos è soddisfatto). Differisce dalla parola più solita per tempo che è chronos (kronos).
Nella Chiesa ortodossa, prima che la Liturgia Divina inizi, il Diacono esclama al Prete, "Kairos tou poiesai to Kyrio" ("È tempo [kairos] che il Signore agisca"); indica che il momento della Liturgia è un incontro con l'Eternità.
In The Interpretation of History (L'interpretazione della storia, del teologo luterano neo-ortodosso Paul Tillich) viene fatto un uso frequente del termine. Per lui, i kairoi sono quelle crisi nella storia (vedi l'esistenzialismo cristiano) che creano un'opportunità per, e in effetti esigono, una decisione esistenziale dal soggetto umano - la venuta di Cristo è un primo esempio. Se ne occupa diffusamente anche Oscar Cullmann in Christus und die Zeit (1946).
Nel Documento di Kairos, un esempio di teologia di liberazione nel Sudafrica sotto l'Apartheid, il termine "kairos" è usato per denotare "il tempo designato", "il tempo cruciale" in cui il documento viene letto.
Il kairos ha dunque un ampio campo d'applicazione. Esiodo dice che è "tutto ciò che c'è di meglio di qualcosa" ed Euripide dice che ciò "è il migliore delle guide in ogni impresa umana". Non è tuttavia dato a tutti di raggiungerlo; appartiene allo specialista che, avendo delle conoscenze generali, è capace di integrare i fattori del momento che gli permetteranno di osservare la particolarità della situazione. Il kairos dipende da un ragionamento e non è sottoposto al gioco dell'occasione, tuttavia svolge un ruolo decisivo nelle situazioni imprevedibili ed insolite.
Tutte le accezioni di kairos non sono direttamente legate al tempo ma tutte sono legate all'efficacia. Indipendentemente dal settore previsto (medicina, strategia, retorica...) inverte le situazioni e dà loro un esito definitivo (la vita o la morte; la vittoria o la sconfitta). È la condizione dell'azione riuscita e ci insegna che paradossalmente, il successo tiene quasi a nulla.
Kairos sfugge costantemente alle definizioni perché si trova sempre al centro di due elementi: l'azione ed il tempo; la competenza e la possibilità; il generale e l'individuale. Non è mai completamente da un lato o da un altro. Questa indeterminazione è legata al suo potere di decisione. Trattiene per ogni caso gli elementi necessari per agire ma non si confonde con loro. È "libero" di cambiare ed è per questo che è così difficile da afferrare nella pratica e da comprendere nella teoria.

### Nella retorica

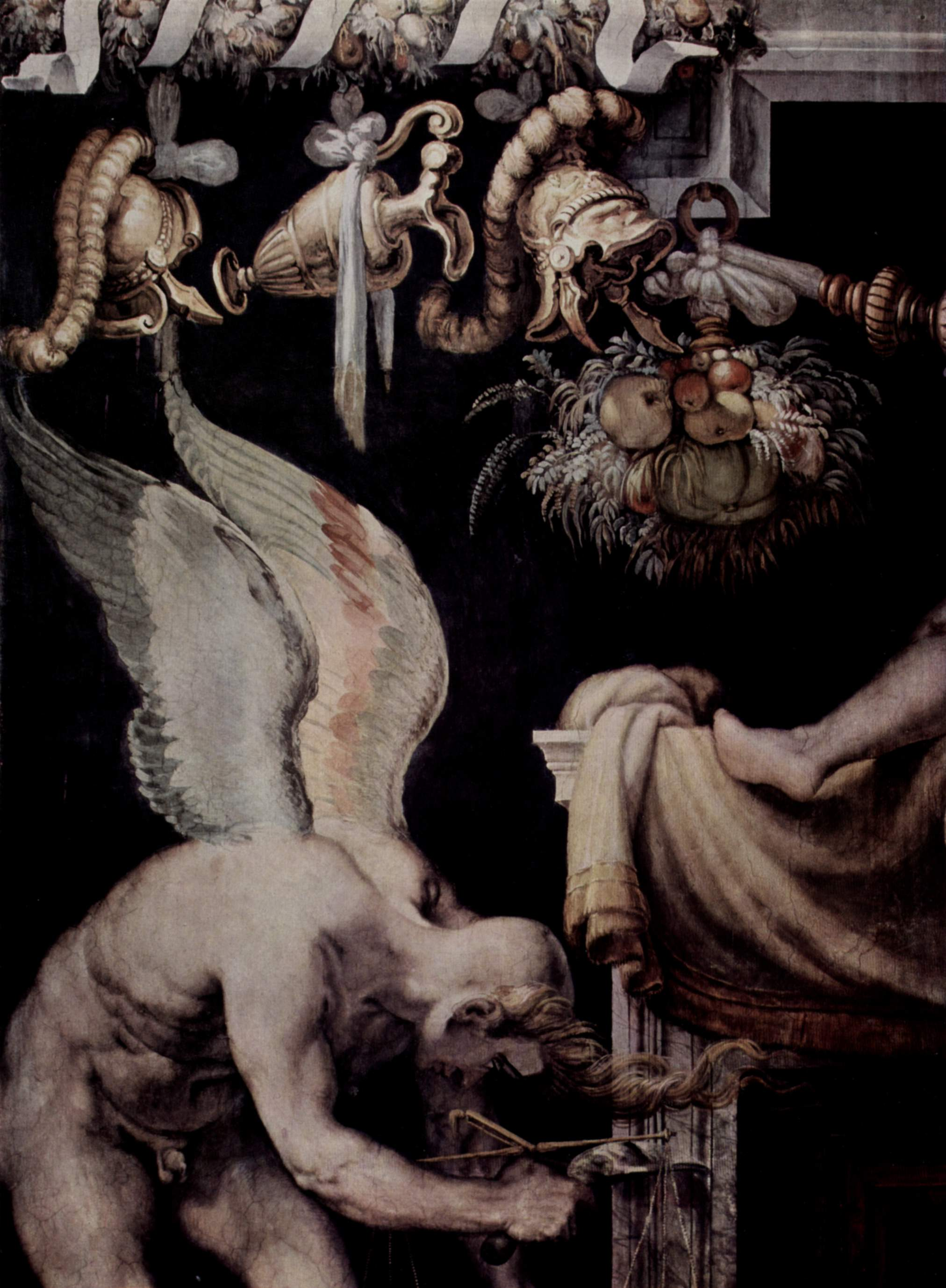
Kairos, affresco di Francesco Salviati (1552-1554), Palazzo Sacchetti, Roma

Il Kairos era molto importante per i Sofisti, che enfatizzavano l'abilità dell'oratore di adattarsi e di approfittare di circostanze variabili, contingenti. Nel Panatenaico, Isocrate scrive che le persone istruite sono quelle "che gestiscono bene le circostanze che incontrano giorno per giorno, e che possiedono un giudizio accurato nelle occasioni d'incontro quando si alzano e a cui raramente manca la linea di condotta opportuna". 
Kairos è anche molto importante nello schema della Retorica di Aristotele. Kairos è, secondo Aristotele, il contesto del tempo e dello spazio in cui la prova sarà affrontata. Kairos è accanto ad altri elementi contestuali della retorica: Il pubblico che è il trucco psicologico ed impressionabile di coloro che riceveranno la prova; e, La preparazione che è lo stile con il quale l'oratore veste la loro prova.

### Nella politica
Nella guerra del Peloponneso, Tucidide dà importanza ai kairoi che attraversano la storia. Questi sono momenti che impegnano la sorte delle città: dichiarazioni di guerra, negoziati o rotture di alleanze.

### In astrologia
Nell'astrologia kairos designa un momento speciale in cui intraprendere un'azione, rispecchiato da una corrispondente e idonea configurazione degli astri.

### Nel campo artistico
È la sfumatura trascurabile, la correzione minuscola che favorisce il buon esito. 

### Nella medicina
Ippocrate ha individuato la nozione di crisi, momento critico dove la malattia evolve verso la cura o la morte. In questo momento è certo che l'intervento del medico prende un carattere necessario e decisivo.

### Nel campo militare
Un buono stratega sa che la vittoria non è una semplice questione di superiorità numerica, ma un momento in cui l'attacco sull'avversario porterà il panico e darà un esito definitivo alla battaglia.

### Nella navigazione
Il settore della navigazione: dove kairos, associato con tyche (sorte) permette al navigatore di dirigersi sventando le trappole del mare. È in particolare in questo contesto che si trova la metis o intelligenza dell'astuzia.

## Altri significati
Il tempo Kairos è spesso percepito come un periodo di crisi. A tal fine, si ha una possibilità di partecipare "ad una nuova creazione". Si ha la scelta tra il pericolo e l'opportunità, una possibilità di costruire qualcosa di nuovo da qualcosa di vecchio. Il tempo Kairos colma lo strappo con "il vecchio modo" creando un "nuovo modo".

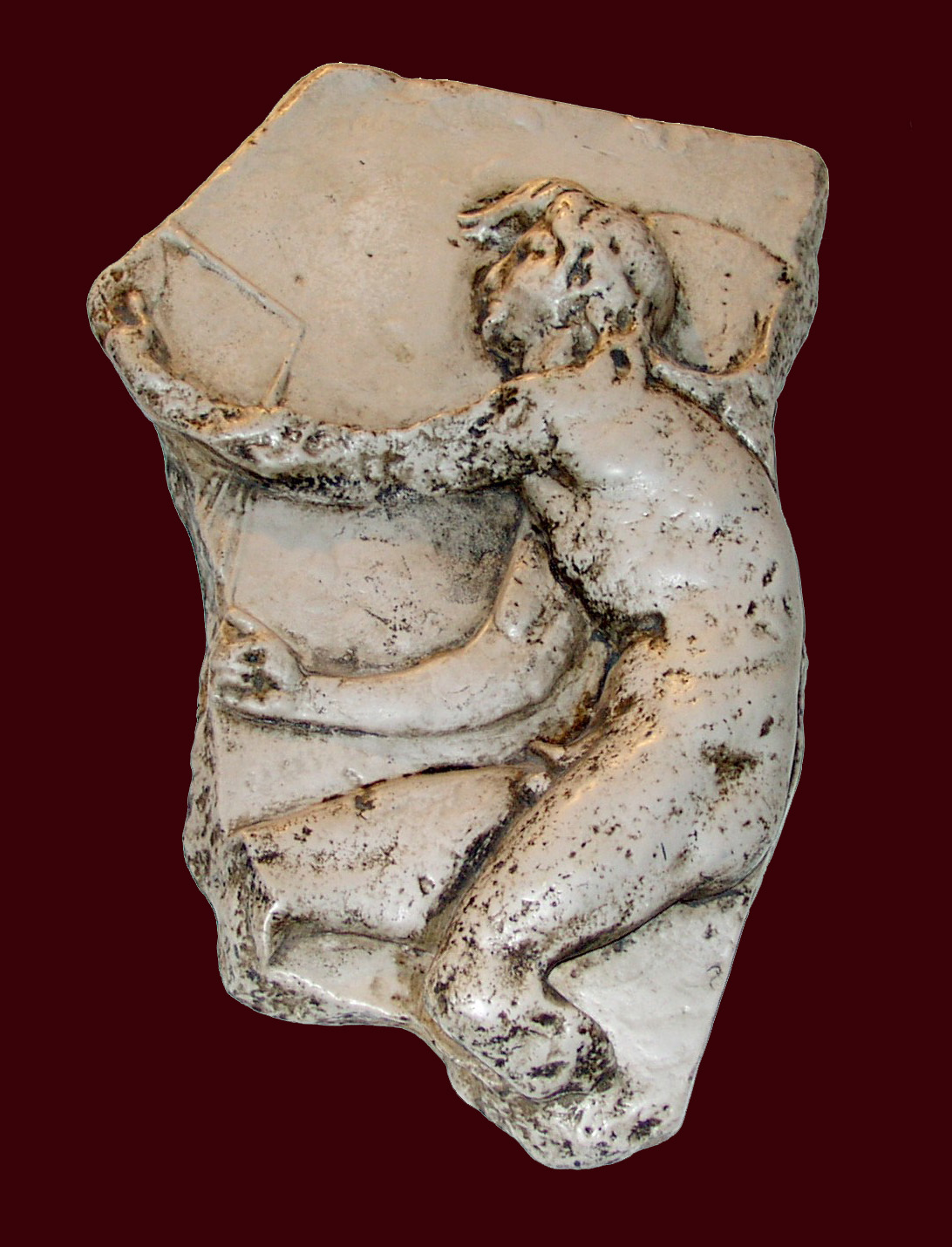
Scultura di Kairos, opera di Lisippo, copia di Traù

A Traù (l'antica Tragurium romana), Croazia, nel convento delle suore benedettine, c'era uno straordinario bassorilievo che rappresentava il Kairos dal III secolo a.C., vi era raffigurato un giovane nudo, che correva.
Il bassorilievo ora si trova al Museo Municipale di Traù. 
Secondo i greci antichi, Kairos era il dio del "momento passeggero" (una divinità semi-sconosciuta), di "un'opportunità favorevole che opponeva il fato all'uomo". Il momento deve essere afferrato (dal ciuffo di capelli sulla fronte della figura fuggente); altrimenti il momento è andato e non può essere ri-catturato (ciò è indicato dalla parte posteriore della testa che è calva.) Una statua di bronzo conosciuta in letteratura, fatta dal famoso scultore greco Lisippo da Sikyon, fu probabilmente un modello per il bassorilievo. Kairos è descritto nei versi del poeta Posidippo.
La statua allegorica originale di bronzo fatta da Lisippo era collocata a casa sua, nell'Agora dell'ellenica Sikyon, ed era scolpito sulla statua di Kairos il seguente epigramma di Posidippo (APl 119):
:Chi è lo scultore, e di dove? - Di Sicione. Il suo nome, qual è? - 
Lisippo. - E tu chi sei? - Il Momento, signore di ogni cosa. -
Perché stai in punta di piedi? Corro sempre veloce. - Perché hai
due ali ai piedi? - Io volo col vento. - 
Perché tieni un rasoio nella destra? - Come segno, per gli uomini, 
che io sono più tagliente di ogni lama affilata.
E perché hai la chioma sul volto? - Per chi viene incontro, che l'afferri,
per Zeus. - E per quale motivo non hai capelli dietro? - 
Una volta che io gli sia sfrecciato accanto sugli alati piedi,
nessuno, per quanto lo brami, mi afferrerà da dietro. - 
Perché lo scultore ti ha modellato? - Nel vostro interesse,
o straniero, e nell'atrio m'ha posto come ammaestramento.
Questa statua era il modello originale per le varie rappresentazioni di Kairos fatte anche nei tempi antichi e nel medioevo. Giovanni Tzetzes ha scritto a questo proposito, così come Imerio. L'immagine dei capelli che erano appesi sulla fronte e della nuca calva era associata in tempi romani alla dea Fortuna, la personificazione della buona e della cattiva fortuna. Molti autori citano ciò. Per esempio Disticha Catonis II, 26 si riferisce al concetto latino di Occasio (una parola femminile che può essere considerata come una traduzione letterale della parola greca Kairos; vedi anche Caerus) in questi termini: "Rem tibi quam scieris aptam dimittere noli: fronte capillata, post haec occasio calva", che significano "Non lasciarti mai sfuggire quello che sai può tornarti utile; l'occasione ha i capelli sulla fronte, ma dietro è calva". Fedro (V,8) scrive qualcosa di simile ed egli stesso ammette che il tema non era proprio suo, ma più antico. In Callistrato (Descrizioni, 6) c'è un lungo testo che descrive la statua di Lisippo.
Il tema del Kairos era sentito anche durante il Medioevo. Un celebre inno alla Fortuna contenuto nella raccolta dei Carmina Burana descrive infatti il Kairos: «Verum est quod legitur, fronte capillata, sed plerumque sequitur occasio calvata», e cioè «è vero ciò che si sente dire, la fortuna ha la fronte chiomata ma, quando passa, è calva», ossia è impossibile afferrarla da dietro, una volta passata.
La Fortuna, o Kairos, è descritta con tali attributi anche da Cesare Ripa nella sua Iconologia.
Esistono ancora diverse rappresentazioni di Kairos; un rilievo, pertinente ad un sarcofago attico, databile al 160-180, si trova al Museo dell'Antichità di Torino (inv. 610, Italia); un altro rilievo (ora andato perduto) si trovava a Palazzo Medici a Firenze; una perla d'onice (ex collezione Blacas, I-II secolo) con un'incisione del dio Tempo (vedi Caerus) con attributi di Kairos si trova al Museo Britannico; un rilievo frammentario di marmo che mostra Kairos, Bios (la Vita), e Metanoia (Ripensamento, il latino femminile Paenitentia) si trova nella cattedrale di Torcello (XI secolo); un affresco monocromatico di Mantegna a Palazzo Ducale a Mantova (1510 circa) mostra un Kairos con un aspetto femminile (più probabilmente è Occasio) con un giovane uomo che prova a coglierla e una donna che rappresenta Paenitentia; un affresco all'interno delle sale di rappresentanza del castello del Catajo (Battaglia Terme, Padova) rappresenta Kairos/Occasione con il ciuffo sulla fronte e i calzari alati.
Un concetto simile al Kairos è quello che si trova nel famoso motto "Carpe diem" e una sorta di ricorso nell'idea di Kairos è collegato con il tema della ruota della fortuna che gira in continuazione; infatti la parola greca usata da Posidippo per descrivere il Kairos (nel verso "Io corro sempre") è "aeì trochào" che alla lettera significa "Io giro sempre", e lo stesso verbo usato dal poeta e astronomo Arato di Soli (Phaenomena, 227, 309) per indicare il moto eterno delle sfere celesti. Non è un caso che nella Carmina Burana 17 la Fortuna è associata a una ruota che gira sempre (Tibullo stesso descrive la Fortuna con una ruota: "Versatur celeri Fors levis orbe rotae", Elegie, I, 5, 70).

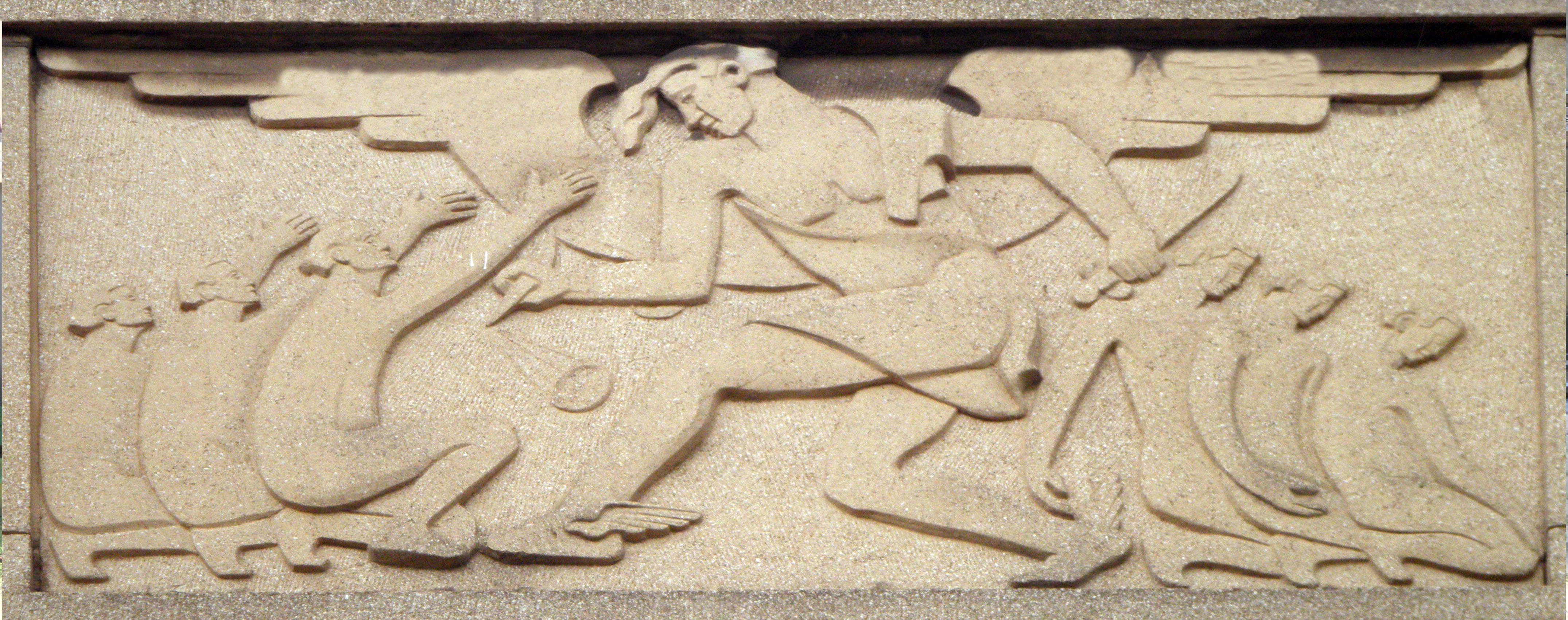
Rilievo moderno del Cairo realizzato dall'artista olandese Janny Brugman-de Vries nell'ex palestra Alexander Hegius sul Nieuwe Markt di Deventer, nei Paesi Bassi.